# Велика Ведмедиця (печера)
Велика Ведмедиця (рос. Большая Медведица) — печера на Алтаї, Республіка Алтай, Росія.  Загальна протяжність — 595 м. Глибина печери — 11 м, амплітуда висот — 41 м; загальна площа — N/A м²; об'єм — N/A м³.  Печера відноситься до Східноалтайської області Алтайської провінції Алтай-Саянської спелеологічної країни. Кадастровий номер 5143/8717-1.